# 圆球龙胆
圆球龙胆（学名：Gentiana globosa）为龙胆科龙胆属的植物，为中国的特有植物。分布于中国大陆的西藏、四川等地，生长于海拔3,700米至4,300米的地区，一般生于山坡灌丛草地或山坡草地，目前尚未由人工引种栽培。